# カレント (企業)
株式会社カレント（英文社名；Current inc.）は、東京都品川区に本社を置く業務支援カンパニー。
日本の新規事業コンサルティング事業、EC事業、商品プロデュース事業を展開している。

## 新規事業コンサルティング事業
ヘルスケアマーケットにおいて、機能性食品や健康食品のブランドプロデュース、商品原材料、成分監修、プロフェッショナルの監修、TVやネットへのメディアリレーションを戦略的に組み合わせた事業提案を行う。

### 関連人物
- 栗原毅（医師・医学博士、栗原クリニック東京・日本橋[1]、カレント医療顧問）
  - 夕刊フジ連載
    - 「健康長寿のサプリ学」2014年3月～2015年3月まで連載
    - 「サプリで認知症予防」2015年4月より連載中

  - 通販サイト「Kマークサプリストア」[2]監修
- 栗原丈徳（歯科医師）

## メディアリレーション事業
広報・PR支援、メディアリレーションサービスを展開。PR活動の企画立案、実施、戦略を行う。

## キャスティング事業
商品プロデュース、監修、コラボレーション、通販など様々なニーズにおけるプロフェッショナル、専門家、タレント、オピニオンリーダーなどのキャスティング、契約業務の代行を行う。